# Soulfly
Soulfly est un groupe américain de heavy metal, originaire de Phoenix, dans l'Arizona. Formé en 1997 par Max Cavalera, il est principalement classé dans le thrash metal et le death metal avec des éléments de hardcore et de nu metal. Cavalera, guitariste-chanteur et fondateur de Sepultura, quitte ce dernier groupe pour créer Soulfly à la suite de désaccords personnels. Le groupe sort au total douze albums studio, un EP, plusieurs singles et un DVD. Le douzième album Totem est publié le 5 août 2022.
L'album Primitive est classé 32e du Billboard 200. Le premier album, Soulfly, est certifié disque d'or par la RIAA. Le groupe connait, dans son existence, de nombreux changements de line-up et Cavalera reste le seul membre constant. Soulfly intègre plusieurs styles de metal, ainsi que de la musique tribale et de la musique brésilienne. Ses thèmes de prédilection sont le spirituel et la religion, la guerre, la violence et la colère.

## Histoire

### Premier album etPrimitive(1997–2000)
Cavalera est troublé lors de l'enregistrement du premier album de Soulfly et explique, sur le site du groupe, avoir formé le groupe « avec l'idée de sons combinés et les croyances spirituelles. ». Avec son départ de l'un des groupes de thrash metal les plus renommés au monde, il doit aussi faire face à la mort de son beau-fils, Dana Wells. Le premier album éponyme est sorti en avril 1998, et il est classé numéro 79 sur le Billboard 200. En plus du groupe lui-même, participent à cet album des personnalités comme Mario C., Burton C. Bell, Dino Cazares et Christian Olde Wolbers de Fear Factory, Fred Durst et DJ Lethal de Limp Bizkit, Chino Moreno de Deftones, Eric Bobo de Cypress Hill et Jorge do Peixe te Gilmar Bola Oito de Chico Science & Nação Zumbi. Il est enregistré à Indigo Studios Ranch à Malibu, en Californie et est produit par Ross Robinson.
Cavalera étend également ses activités à d'autres domaines que le metal. Il devient conférencier lors de congrès musicaux, il apparaît au CMJ New Music Marathon à New York, et au Crossing Border Festival à La Haye, aux Pays-Bas, et à la fin de l'année 1997, il chante pour une publicité télévisée pour Sprite au Brésil. Une variété d'influences, y compris de metal, apparaissent sur l'album Primitive, et il est l'album le plus vendu du groupe aux États-Unis, atteignant la 32e place du Billboard 200 et la 11e place des classements indépendants. Joe Nunez remplace Roy Mayorga à la batterie pour Primitive. L'album, produit par Toby Wright, comprend un certain nombre de collaborations, dont Corey Taylor de Slipknot et Stone Sour, Sean Lennon, Chino Moreno de Deftones, Tom Araya de Slayer, Grady Avenell de Will Haven. En outre, les visuels sont créés par Neville Garrick, illustrateur des albums de Bob Marley. La sortie de l'album est suivie par des tournées mondiales avec par exemple Pantera, Morbid Angel et une date au Ozzfest.

### 3etProphecy(2001–2004)

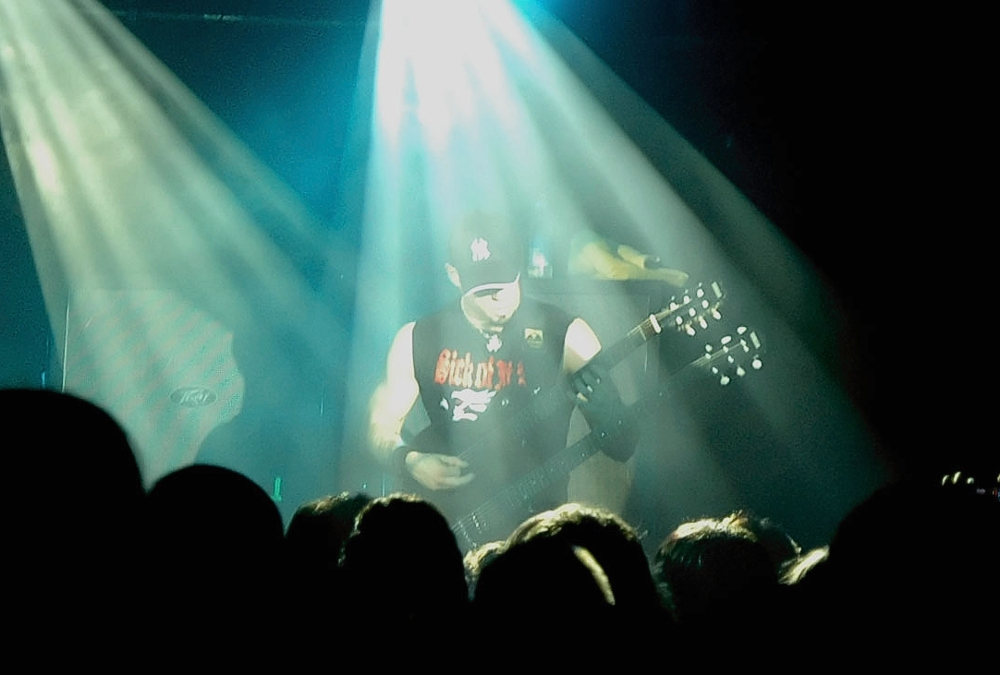
Marc Rizzo en concert avec Soulfly.

À la fin de 2001, Joe Nunez quitte Soulfly pour rejoindre Stripping the Pistol, en disant qu'il était « temps pour [lui] pour passer. » Roy Mayorga quitte Medication et rejoint Soulfly pour l'enregistrement du troisième album intitulé tout simplement 3. D'autres musiciens se produiront sur 3 incluant Cristian Machado de Ill Niño, le guitariste John Wiley & Sons Arnett, le batteur Greg Hall, et le beau-fils de Max Cavalera Ritchie. L'album est classé numéro 46 au Billboard 200 cette année-là. Après la parution de 3 le 25 juin 2002, Soulfly part en tournée à travers l'Europe et l'Amérique du Nord avec des groupes comme Slayer, In Flames, God Forbid et Will Haven. En septembre 2003, après la tournée mondiale de 3, Mikey Doling, Marcelo Dias et Roy Mayorga prennent tous la décision de quitter le groupe et partent de Soulfly, laissant Cavalera comme élément central ; il reste seul pendant une période de trois semaines. Cavalera recrute de nouveaux musiciens en octobre 2003, pour l'enregistrement du nouvel album Prophecy. Joe Nunez est de retour derrière la batterie, Marc Rizzo à la guitare, anciennement de Ill Niño, et Bobby Burns, anciennement de Primer 55, à la basse. David Ellefson, anciennement de Megadeth à l'époque, a également contribué plusieurs titres à la basse pour l'album.
Max Cavalera explique sur le site du groupe qu'il veut utiliser différents musiciens dans le cadre du groupe pour chaque album. « Il s'agit d'une approche que je voulais faire depuis un moment. Je n'ai jamais vu Soulfly être un groupe comme Metallica, avec les quatre mêmes gars. Sur chaque album de Soulfly, nous avons changé le line-up et il continuera probablement de cette façon. Pour ce faire, j'ai dû commencer à partir de l'intérieur et de faire venir des gens qui ont retenu mon attention »[réf. nécessaire]. Cavalera montre un certain intérêt pour les musiques du monde comme le montre Roots, avec des éléments de musique brésilienne, et plus précisément de la musique tribal. Cette approche se poursuit sur l'album Prophecy, Cavalera voyage en Serbie pour enregistrer avec des musiciens traditionnels. Sur la piste Moses, il a travaillé avec le groupe serbe Eyesburn, un groupe qui mélange le punk hardcore, le crossover thrash et le reggae. D'autres morceaux sont beaucoup plus expérimentaux. Prophecy, publié le 30 mars 2004, et en avril de cette année, se classe no 82 sur le Billboard 200, bien qu'il ait atteint le top 50 sur les charts en Australie. Soulfly suit la sortie de l'album avec des tournées avec Black Sabbath et Morbid Angel.
En février 2005, Soulfly sort son premier DVD, intitulé The Song Remains Insane. Il s'agissait d'une biographie du groupe, contenant des images live de partout dans le monde, des interviews, et tous les clips du groupe. En août 2005, Roadrunner Records rééditent leur premier album dans le cadre de la célébration du 25e anniversaire du label.

### Dark Ages(2005–2007)

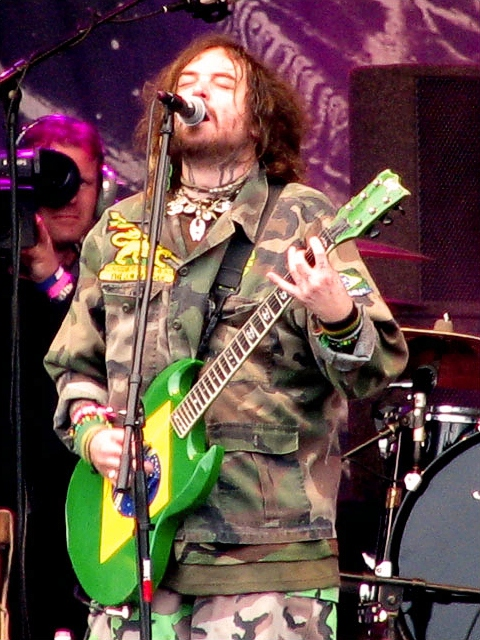
Max Cavalera sur scène avec Soulfly en 2005.

En décembre 2004, l'enregistrement commence pour le nouvel album de Soulfly. Le groupe est secoué par plusieurs tragédies qui ont affecté le résultat de l'album. Le 8 décembre, l'ami de Max, Darrell Abbott, est abattu lors d'un concert dans l'Ohio. Le 10 décembre, Moses, le petit-fils de Cavalera, âgé de 8 mois, meurt subitement en raison de complications de santé. L'automne suivant, le 4 octobre 2005, Dark Ages est publié. Beaucoup de critiques ont décrit l'album comme un retour au thrash metal de Sepultura, mais l’influence des musiques du monde est très présente, malgré le ton relativement plus sombre de l'album comparé aux précédents. En fait, cette fois, Cavalera s'est rendu dans cinq pays différents - la Serbie, la Turquie, la Russie, la France et les États-Unis - afin d'enregistrer tous les sons qu'il souhaitait avoir sur le nouvel album. Sur Dark Ages, le groupe est toujours composé de Max Cavalera, Marc Rizzo, Joe Nunez et Bobby Burns. Sur cet album, Dave Ellefson revient pour prêter ses talents à un couple de pistes. Le chanteur Coyote chante sur Innerspirit. Le chanteur Billy Milano et le chanteur russe Paul Filippenko chantent sur le morceau très hardcore Molotov, et le beau-fils de Max, Ritchie Cavalera et Incite, groupe basé à Phoenix, chante sur Staystrong. Soulfly part en tournée avec différents groupes tels que Deftones, Korn, Throwdown et Skindred qui traverse l'Amérique du Nord, l'Amérique du Sud, l'Europe, la Russie et l'Australie.
Le 17 août 2006, Soulfly joue à la 10e édition du D-Low Memorial show avec plusieurs artistes, y compris Dave Ellefson et Roy Mayorga, dont le dernier qui joue actuellement avec Stone Sour. Plus particulièrement, Max est réuni sur scène pour la première fois en 10 ans, son frère Igor Cavalera. Max et Igor forment Sepultura ensemble dans les années 1980, mais n'avait pas joué ensemble depuis le départ de Max en 1996. Igor a rejoint le groupe à mi-chemin, à la batterie et est resté sur scène pour jouer les classique de Sepultura : Bloody Roots et Attitude.

### ConqueretOmen(2008–2010)
Cavalera Conspiracy, le nouveau groupe formé par Igor et Max Cavalera, fait leur première performance live pour ouvrir le concert de Soulfly. Une semaine après avoir effectué le spectacle, Soulfly part au studio de Bobby Burns et Studio Tim Lau Porche, rénové à Orlando. Cavalera interrompt la session le 29 septembre pour enregistrer de nouveaux sons à intégrer dans les nouveaux morceaux. En novembre 2007, Cavalera retourne à Orlando pour compléter le suivi et, l'album est mixé par Andy Sneap au début de l'année 2008. L'album contient des collaborations de Dave Peters de Throwdown et David Vincent de Morbid Angel. Soulfly sort son sixième album intitulé Conquer le 29 juillet 2008. À la suite de la sortie de l'album, le groupe part en tournée aux États-Unis avec Devastation et Bleed the Sky en automne en tournée en Europe à l'hiver 2009 avec Incite, joue en Angleterre et dans plusieurs festivals européens du printemps à l'été 2009, et fait une tournée américaine à l'automne 2009 avec en tête d'affiche Cattle Decapitation, Prong et Mutiny Within.
Soulfly entre aux Earth Studios à Los Angeles, en Californie, le 6 novembre 2009 pour commencer le nouvel enregistrement avec Max Cavalera et Logan Mader à la production. Grâce à une série de mises à jour en continu de vidéos sur le web, le chanteur Max Cavalera révèle le 13 novembre 2009 que l'album serait appelé Omen.

### EnslavedetSavages(2011–2013)

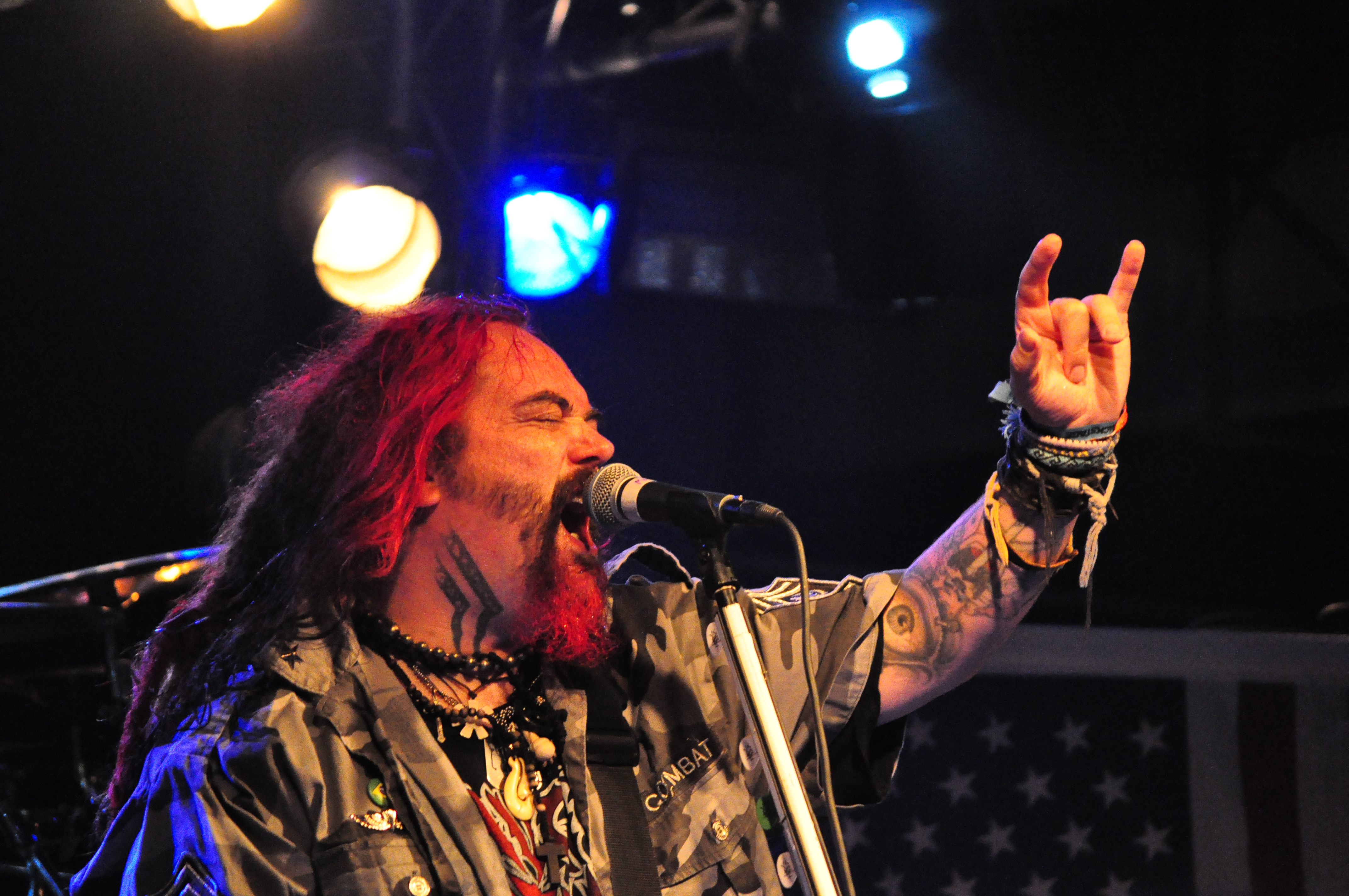
Max Cavalera sur scène en 2012.

Le 1er juillet 2011, Soulfly annonce le recrutement de l'ancien bassiste de Static-X, et bassiste de Asesino, Prong, et Ministry, Tony Campos, en remplacement de Bobby Burns, qui quitte le groupe l'année précédente. En septembre 2011, le groupe annonce qu'ils entrent en studio d'enregistrement pour créer leur prochain album. À la fin octobre, il est révélé que l'enregistrement était fini. Cavalera déclare que le thème principal de l'album sera l'esclavage, avec les titres des chansons confirmées Slave, Chains, Legions (une chanson sur l'Empire romain), Gladiator, Redemption Of Man By God (avec Dez Fafara), et Revengeance. L'album est produit par Zeuss avec des œuvres de Marcelo Vasco, qui a conçu des illustrations d'album pour des groupes tels que Borknagar, Obituary et Dimmu Borgir. Le 6 décembre, le titre de l'album est annoncé, intitulé Enslaved, et sort le 13 mars 2012.
En avril 2013, Max annonce l'intention pour Soulfly d'enregistrer un nouvel album après sa tournée, avec le producteur Terry Date, et confirme le 3 mai l'arrivée de Zyon Cavalera (un de ses fils) à la batterie sur l'album. En juillet, Max annonce que l'album sera intitulé Savages. Le groupe publie l'album le 30 septembre au Royaume-Uni, le 1er octobre aux États-Unis, et le 4 octobre en Europe. Savages fait notamment participer Igor Cavalera Jr. de Lody Kong, Jamie Hanks de I Declare War, Neil Fallon de Clutch, et Mick Harris de Napalm Death.

### Archangel(depuis 2014)
Le 6 décembre 2014, Max Cavalera confirme un nouvel album de Soulfly. Cavalera commence à écrire son dixième opus en janvier 2015. L'album sera produit par Matt Hyde et est annoncé pour août 2015 au label Nuclear Blast. Le 1er mai, le bassiste Tony Campos annonce sur sa page Facebook son départ de Soulfly pour se joindre à Fear Factory. L'album est intitulé Archangel ; il sort le 14 août 2015. Le groupe participera à la tournée We Sold Our Souls to Metal le 30 septembre 2015 en soutien à l'album. Ils seront accompagnés des groupes Soilwork, Decapitated et Shattered Sun. La tournée, prévu en 27 dates, se termine à Albuquerque, le 30 octobre. Ils jouent au Rockbar Theater de San Jose, en Californie le 12 décembre 2015,, .
Le 19 octobre 2018, Soulfly sort son 11e album, Ritual.
le 22 janvier 2021, la page officielle du groupe annonce être en studio pour un nouvel album dont la sortie est annoncée pour fin 2021.

## Membres

### Membres actuels
- Max Cavalera - chant, guitare, berimbau, sitar (depuis 1997)
- Zyon Cavalera - batterie (depuis 2012)
- Mike Leon - basse (depuis 2015)

### Membre en tournée
- Mike De Leon – Guitare électrique (depuis 2023)

### Anciens membres
- Jackson Bandeira - guitare (1997-1998)
- Logan Mader - guitare (1998)
- Mikey Doling - guitare (1999-2003)
- Marcelo Dias - basse, percussions (1997-2003)
- David Ellefson - basse (studio) (2003)
- Roy Mayorga - batterie, percussions (1997-1998, puis 2001-2002)
- Bobby Burns - basse (2003-2010)
- Johnny Chow - basse (en tournée) (2010)
- Joe Nunez - batterie, percussions (1999-2000, puis 2003-2011)
- David Kinkade - batterie (2011-2012)
- Tony Campos - basse (2011-2015)
- Igor Cavalera Jr. - basse (intérim en tournée à la suite du départ de Tony Campos, en 2015)
- Marc Rizzo - guitare (2003-2021)
- Dino Cazares – Guitare électrique (en tournée 2021-2023)